# Megaselia albiclava
Megaselia albiclava är en tvåvingeart som beskrevs av Schmitz 1926. Megaselia albiclava ingår i släktet Megaselia och familjen puckelflugor. Arten är reproducerande i Sverige. Inga underarter finns listade i Catalogue of Life.